# تاريخ الباليه

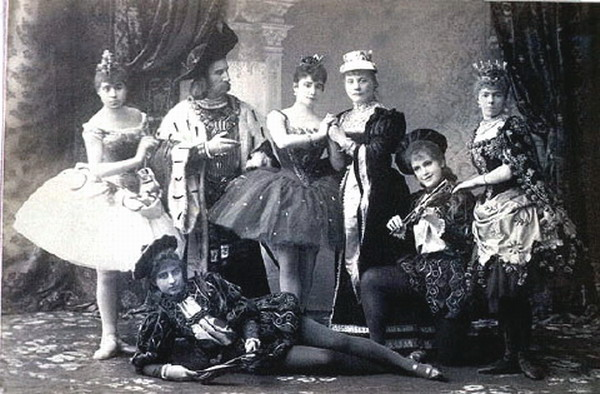
صورة دعائية للعرض الأول لباليه تشايكوفسكي الجمال النائم (1890).

الباليه نوع من الرقص تعود أصوله إلى البلاط الملكي في عصر النهضة الإيطالي في القرنين الخامس عشر والسادس عشر. انتشر الباليه من إيطاليا إلى فرنسا بواسطة كاترين دي مديتشي، إذ تطور الباليه تحت تأثيرها الأرستقراطي. من الأمثلة المبكرة على تطوير كاترين للباليه «جنة الحب» وهو عمل قُدم خلال حفل زفاف ابنتها مارغريت فالوا إلى هنري الرابع ملك فرنسا. كان التمويل الأرستقراطي مسؤولًا عن المراحل الأولى من التطور في «باليه البلاط»، إذ كان التمويل الملكي هو الذي يملي الأفكار والأدب والموسيقى المستخدمة في الباليه، التي نشأت أساسًا للترفيه عن الأرستقراطيين. «الباليه البولندي» هو أول باليه قُدم رسميًا سنة 1573. في إطار الشكل الحقيقي للترفيه الملكي، أمرت به كاترين دي مديتشي لتكريم السفراء البولنديين الذين كانوا يزورون باريس عند تولي هنري الثالث عرش بولندا. سنة 1581، كلفت كاترين دي مديتشي باليه بلاط ملكي آخر، هو «باليه الملكة الكوميدي» (بالفرنسية: Ballet comique de la reine)‏، كان بالتازار دي بوجوايو هو من نظم الباليه. كاترين دي مديتشي وبالتازار دي بوجوايو كانا مسؤولين عن تقديم أول باليه في البلاط على الإطلاق لتطبيق مبادئ أكاديمية بايف، بدمج الشعر والرقص والموسيقى والتصميم لنقل قصة درامية موحدة. إضافةً إلى ذلك، مَوّل الأرستقراطيون التنظيم والتطوير المبكر لـ«باليه البلاط» وتأثروا به وأنتجوه، ما أدى إلى تلبية احتياجاتهم الترفيهية الشخصية والدعاية السياسية.
في أواخر القرن السابع عشر، أسس لويس الرابع عشر الأكاديمية الملكية للموسيقى في باريس التي ظهرت فيها أول فرقة باليه مسرحية احترافية، وهي فرقة أوبرا باريس. تعكس تاريخ هيمنة اللغة الفرنسية على مفردات الباليه. سرعان ما أصبح الباليه المسرحي شكلاً مستقلاً من الفن، مع أنه لا يزال في كثير من الأحيان يحافظ على ارتباط وثيق بالأوبرا، وانتشر من قلب أوروبا إلى دول أخرى. تأسس الباليه الملكي الدنماركي والباليه الإمبراطوري الروسي في أربعينيات القرن التاسع عشر وبدأ بالازدهار، خاصةً نحو 1850. سنة 1907، عاد الباليه الروسي بدوره إلى فرنسا، حيث كانت فرقة الباليه الروسية لسيرجي دياغيليف مؤثرة خصوصًا. وسرعان ما انتشر الباليه حول العالم مع تشكيل مجموعات جديدة، منها باليه لندن الملكي (1931) وباليه سان فرانسيسكو (1933) وباليه المسرح الأمريكي (1937) وباليه وينيبيغ الملكي (1939) والباليه الأسترالي (1940) وباليه نيويورك (1948) وباليه كندا الوطني (1951) والأكاديمية الوطنية للباليه في الهند (2002).
في القرن العشرين، استمرت أنماط الباليه في التطور والتأثير بقوة في رقصات الحفلات الموسيقية الكبيرة، مثلًا، في الولايات المتحدة، طوّر جورج بالانشين، مصمم الرقصات في الولايات المتحدة، ما يُعرف الآن باسم الباليه الكلاسيكي الحديث، وشملت التطورات اللاحقة الباليه المعاصر والباليه ما بعد الهيكلي وشوهدت في أعمال ويليام فورسيث في ألمانيا.
يعكس أصل كلمة «باليه» تاريخها. تأتي كلمة الباليه من الفرنسية واستعارتها اللغة الإنجليزية نحو القرن السابع عشر. الكلمة الفرنسية بدورها ترجع أصولها إلى الباليتو الإيطالي، وهو اختصار لـ ballo «الرقص». يعود أثر الباليه في النهاية إلى كلمة ballare الإيطالية، التي تعني «الرقص».

## الأصول

### عصر النهضة - إيطاليا وفرنسا

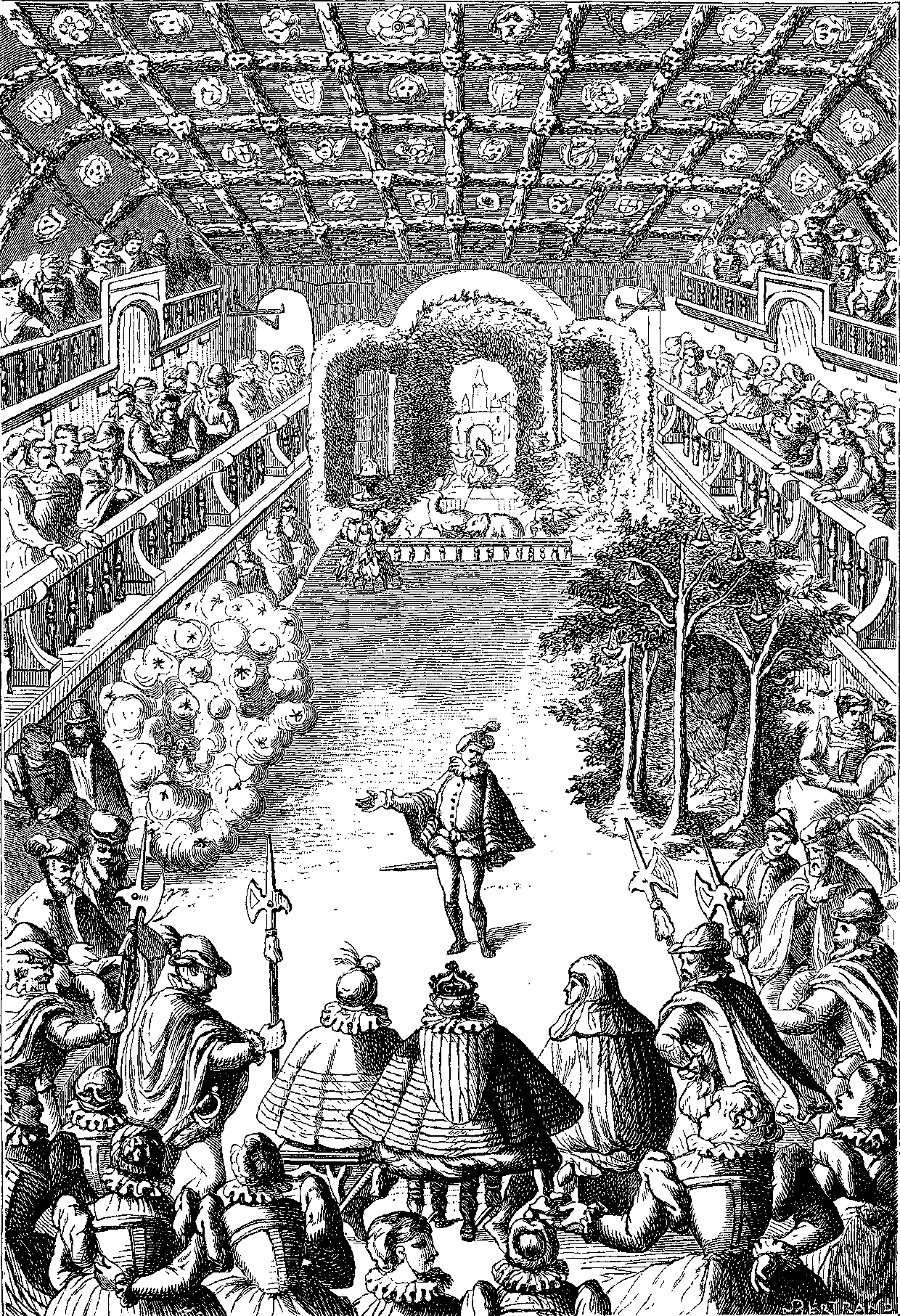
نقش المشهد الثاني من باليه الملكة الكوميدي Ballet comique de la reine، أقيم في باريس سنة 1581 في البلاط الفرنسي.

نشأ الباليه في بلاط عصر النهضة نتيجةً لمهرجان البلاط الملكي في إيطاليا، إذ كانت حفلات الزفاف الأرستقراطية احتفالات فخمة. لم تُستخدم تنورات قصيرة وحذاء الباليه وأعمال بوانت بعد. اقتُبس تصميم الكوريغرافيا من خطوات رقص البلاط. وارتدى فنانو الأداء أزياء عصرية. أما للنساء، فكان ذلك يعني العباءات الرسمية التي تغطي سيقانهن حتى الكاحل. كان الباليه المبكر تشاركيًا، إذ انضم الجمهور إلى الرقص في النهاية.
كان دومينيكو دا بياتشينزا (1400 - 1470) من أوائل أساتذة الرقص. إلى جانب طلابه، أنطونيو كورنازانو وجولييلمو إبريو دا بيسارو، تدرب على الرقص وكان مسؤولاً عن تعليم النبلاء الفن. ترك دا بياتشينزا عملًا واحدًا: «عن فن الرقص وإجراء الرقصات»، الذي وضعه مع طلابه.
سنة 1489، تزوج جالياتسو دوق ميلانو إيزابيلا أراغون في تورتونا. رتب سيد الرقص الإيطالي بيرجونزيو دي بوتا عرضًا ترفيهيًا راقصًا متقنًا للاحتفالات، ورُبطت الرقصات بسرد بسيط عن جيسون والأرجونوتس، وكل منها يتوافق مع مسار مختلف للعشاء. كتب تريستانو كالكو من ميلانو عن الحدث، وعُدَّ مثيرًا للإعجاب، إذ نُظمت العديد من العروض المماثلة في أماكن أخرى.
تشكل رقص الباليه على نطاق أوسع بواسطة رقص الباليه الفرنسي، الذي يتكون من رقصات جماعية يؤديها النبلاء إلى جانب الموسيقى والكلام والشعر والأغنية والمسابقة والديكور والأزياء. عندما تزوجت كاترين دي مديتشي، الأرستقراطية الإيطالية المهتمة بالفنون، بولي العهد الفرنسي هنري الثاني، جلبت حماسها للرقص إلى فرنسا وقدمت الدعم المالي. دعم «ترفيه كاثرين اللامع» أهداف البلاط السياسية، وعادةً ما كانت تُنظم حول مواضيع اسطورية. كان باليه دي بولونيس أول باليه راقص. أُقيم عام 1573 بمناسبة زيارة السفير البولندي. صممهُ بالتازار دي بوجويولكس وشمل رقصة لمدة ساعة لستة عشر امرأة، كل واحدة تمثل مقاطعة فرنسية. كلفت لويز من لورين، زوجة الملك هنري الثالث، ابن كاترين، باليه الملكة الكوميدي (بالفرنسية: Ballet comique de la reine)‏‏ (1581)، الذي صممه أيضًا وأخرجه بالتازار دي بوجوايو، للاحتفال بزواج دوق دي جويوز -المفضل لدى هنري- بمارغريت دي لورين، أخت الملكة لويز. استمرت رقصة الباليه أكثر من خمس ساعات وأداها 24 راقصًا: 12 حورية و12 شابًا.
في نفس العام، نُشر كتاب فابريتيو كاروزو (Il Ballarino)، وهو دليل فني عن رقص البلاط، سواء الأداء فردًا أو جماعات، ساعد في جعل إيطاليا مركزًا لتطوير الباليه الفني.

### القرن السابع عشر - فرنسا ورقص البلاط

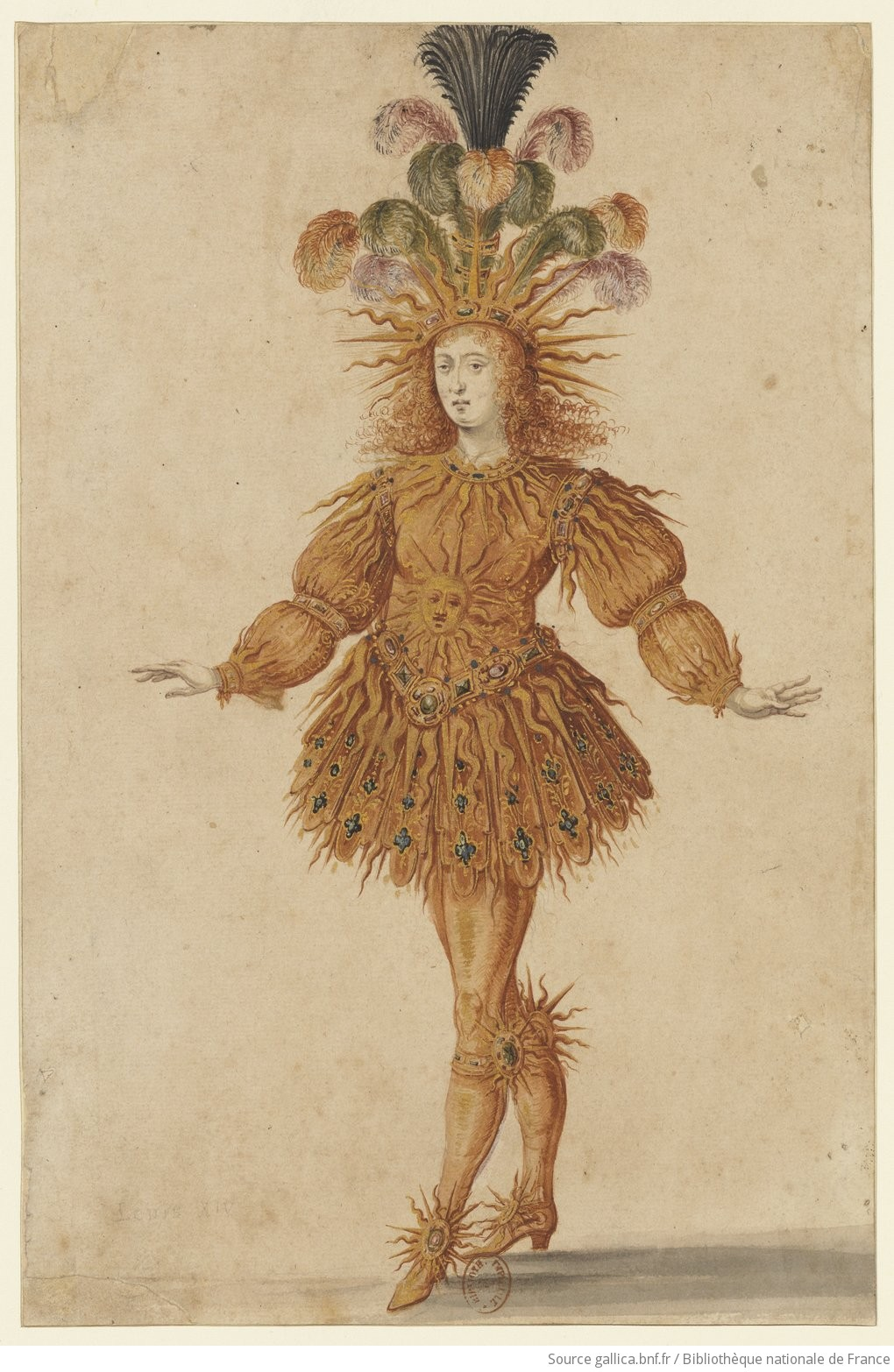
لويس الرابع عشر في باليه الليل Ballet de la nuit (1653)

تطور الباليه فنيًا وركز على الأداء في فرنسا في عهد لويس الرابع عشر، الذي كان شغوفًا بالرقص. كان اهتمامه برقص الباليه لدوافع سياسية. أسس آدابًا اجتماعية صارمة بواسطة الرقص وحوّله إلى أحد أهم العناصر في الحياة الاجتماعية للبلاط، إذ تمتع بالسلطة الفعلية على النبلاء وسيطر على الدولة. أدت بدايات لويس إلى صقل الرقص الجماعي وإتقانه بين الأرستقراطيين وسيلةً لعرض الملكية، وزيادة تعزيز فن الباليه الكلاسيكي مع القواعد والبروتوكولات المنشأة حديثًا.
سنة 1661، قرر لويس الرابع عشر تعزيز طموحه في السيطرة على النبلاء وعكس التدهور في معايير الرقص الذي بدأ في القرن السابع عشر، وأنشأ الأكاديمية الملكية للرقص. قبل ذلك، عدّ الأرستقراطيون الرقص، بجانب ركوب الخيل والتدريب العسكري، 3 تخصصات رئيسية لإظهار نبلهم. ومع ذلك، أدى تأسيس لويس للأكاديمية إلى تحويل تركيزهم من الفنون العسكرية إلى وظائف البلاط الاجتماعية، ومن الحرب إلى الباليه، ما زاد من تشديد القواعد المحيطة بهم.
أمر لويس بيير بوشامب، مدرس الرقص الشخصي للملك والشريك المفضل في رقص الباليه في خمسينيات القرن السابع عشر، بخلق «طريقة لجعل الرقص مفهومًا على الورق» لتوسيع تأثير الثقافة الفرنسية في جميع أنحاء أوروبا، وعُينَ بوشامب أيضًا مراقبًا للرقص، وسنة 1680 أصبح مديرًا لأكاديمية الرقص، وهو المنصب الذي شغله حتى 1687. أدى هذا الأمر إلى إجراء العديد من أساتذة الباليه بحثًا مكثفًا في هذا المجال، ومع ذلك، عُرف فقط نظام تدوين بوشامب للرقص، وفي نظامه، دوّن المواضع الخمسة الأساسية للقدم في الباليه. تبنى لاحقًا نظامه ونُشرت أعماله سنة 1700. وأصبح نظام التدوين الخاص به شائعًا جدًا في أوروبا.
ركز فوييه جهوده على الرقص الأكثر تأثيرًا في البلاط، الذي يُطلق عليه اسم «لا بيل دانس: الأسلوب الفرنسي النبيل» وكان شائعًا في الأماكن ذات المهارات الأكثر تطلبًا. «إنتر گريف»، بوصفها أحد أسمى أشكال لا بيل دانس، كان يؤديها عادةً رجل واحد أو رجلان بحركات رشيقة وخفيفة، تليها موسيقى بطيئة لطيفة. في هذه الفترة، كان الرجال فقط الذين يؤدون لا بيل دانس وإنتر گريف. أدّت النساء عروض باليه الملكة والمناسبات الاجتماعية الأخرى، لكن ليس في إنتر گريف أو باليه الملك أو في البلاط أو في مسارح باريس، حتى عام 1680. في ذلك الوقت، كان الباليه فنًا خاصًا بالرجال، حيث يعرضون رقصتهم الذكورية اللطيفة والنبيلة، وهي رقصة الملك. ما شكّل نموذجًا للباليه الكلاسيكي.